# Lista de juízes de Porangatu
Essa é uma lista de pessoas que serviram como Juízes Distritais do Descoberto da Piedade e, mais tarde, de Porangatu, de 1899 a 1977 e os respectivos Juízes de Comarca e Diretores do Foro Municipal, de 1977 à atualidade. 
A lista é composta apenas pelos anos dos mandatos. Porangatu pertenceu às seguintes comarcas: a do Rio Tocantins, a de Pirenópolis, a de Goiás, a de Rio das Almas, a de Pireneus, a de Jaraguá, Rio das Almas novamente e Uruaçu. A partir de 1953, o município passa a possuir comarca própria. Em 1977, o cargo de juiz distrital de Porangatu passou a ser oficialmente Juiz de Comarca. Um juiz distrital era um individuo nomeado que atuava em uma esfera de um distrito municipal e um municipal, em município. Com a existência de rábulas, paralelamente, os juízes nomeados não tinha em sua maioria, formação acadêmica em Direito.

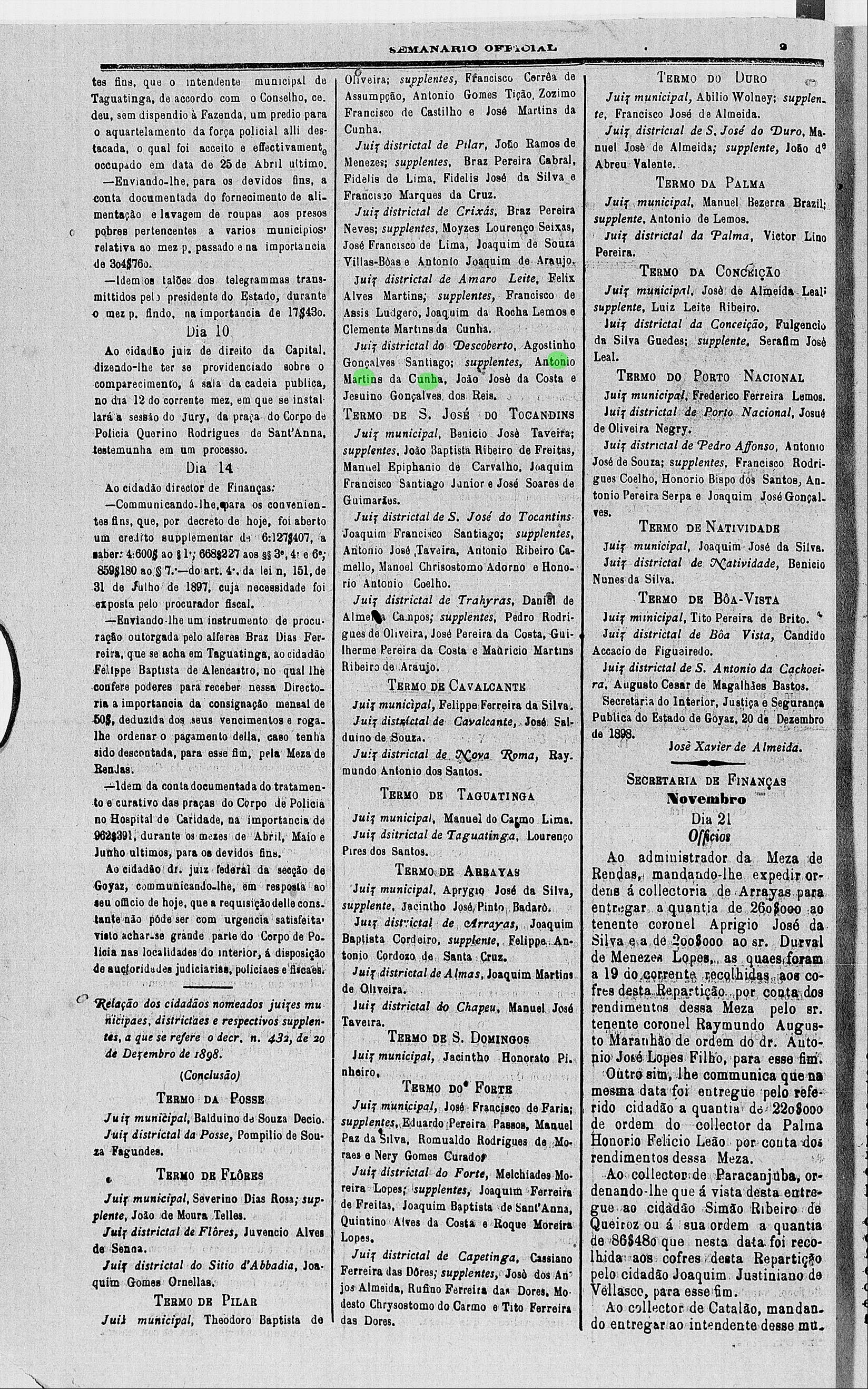
Semanário Oficial, órgão jornalístico do Governo de Goiás, nomeando Agostinho Gonçalves Santiago como o primeiro juiz distrital do Descoberto da Piedade em 26 de dezembro de 1898. Autoria de Urbano de Gouveia.

## Lista de juízes de Porangatu
Porangatu até 1943, era denominado de Descoberto da Piedade, sendo um arraial e  distrito municipal de Pilar de Goiás, até 1931, com a junção ao município de Santana. Em 26 de dezembro de 1898, Agostinho Gonçalves Santiago foi nomeado como juiz distrital do arraial, por decreto do Presidente de Goiás, Urbano de Gouveia.
| Pirineus            | Pirineus                          |
| Organização         | Organização                       |
| ------------------- | --------------------------------- |
| País                | Brasil                            |
| Sede                | Pirenópolis                       |
| Administrador       | Governo do Estado de Goiás        |
| Jurisdição          |                                   |
| Municípios          | Pirenópolis-sede, Pilar e Corumbá |
| Tribunal de Recurso | Primeira instância                |

| Rio Corumbá [1907-1908] | Rio Corumbá [1907-1908]                     |
| Organização             | Organização                                 |
| ----------------------- | ------------------------------------------- |
| País                    | Brasil                                      |
| Sede                    | Corumbá de Goiás                            |
| Administrador           | Governo do Estado de Goiás                  |
| Jurisdição              |                                             |
| Municípios              | Corumbá-sede, Pilar e São José do Tocantins |
| Tribunal de Recurso     | Primeira instância                          |

| Pirineus            | Pirineus                   |
| Organização         | Organização                |
| ------------------- | -------------------------- |
| País                | Brasil                     |
| Sede                | Pirenópolis                |
| Administrador       | Governo do Estado de Goiás |
| Jurisdição          |                            |
| Municípios          | Pirenópolis-sede e Pilar   |
| Tribunal de Recurso | Primeira instância         |

| Capital             | Capital                                |
| Organização         | Organização                            |
| ------------------- | -------------------------------------- |
| País                | Brasil                                 |
| Sede                | Goiás                                  |
| Administrador       | Tribunal de Justiça do Estado de Goiás |
| Jurisdição          |                                        |
| Municípios          | Goiás-sede e Pilar                     |
| Tribunal de Recurso | Primeira instância                     |

| Jaraguá             | Jaraguá                                |
| Organização         | Organização                            |
| ------------------- | -------------------------------------- |
| País                | Brasil                                 |
| Sede                | Jaraguá                                |
| Administrador       | Tribunal de Justiça do Estado de Goiás |
| Jurisdição          |                                        |
| Municípios          | Jaraguá-sede e Pilar.                  |
| Tribunal de Recurso | Primeira instância                     |

| Pirineus            | Pirineus                   |
| Organização         | Organização                |
| ------------------- | -------------------------- |
| País                | Brasil                     |
| Sede                | Pirenópolis                |
| Administrador       | Governo do Estado de Goiás |
| Jurisdição          |                            |
| Municípios          | Pirenópolis-sede e Pilar   |
| Tribunal de Recurso | Primeira instância         |

| Rio das Almas       | Rio das Almas                                                 |
| Organização         | Organização                                                   |
| ------------------- | ------------------------------------------------------------- |
| País                | Brasil                                                        |
| Sede                | Pirenópolis                                                   |
| Administrador       | Governo do Estado de Goiás                                    |
| Jurisdição          |                                                               |
| Municípios          | Pirenópolis-sede e Pilar. (Criada pela Lei Ordinária n.º 523) |
| Tribunal de Recurso | Primeira instância                                            |

| Pirineus            | Pirineus                   |
| Organização         | Organização                |
| ------------------- | -------------------------- |
| País                | Brasil                     |
| Sede                | Pirenópolis                |
| Administrador       | Governo do Estado de Goiás |
| Jurisdição          |                            |
| Municípios          | Pirenópolis-sede e Pilar   |
| Tribunal de Recurso | Primeira instância         |

| Jaraguá             | Jaraguá                                |
| Organização         | Organização                            |
| ------------------- | -------------------------------------- |
| País                | Brasil                                 |
| Sede                | Jaraguá                                |
| Administrador       | Tribunal de Justiça do Estado de Goiás |
| Jurisdição          |                                        |
| Municípios          | Jaraguá-sede e Pilar.                  |
| Tribunal de Recurso | Primeira instância                     |

| Jaraguá             | Jaraguá                                |
| Organização         | Organização                            |
| ------------------- | -------------------------------------- |
| País                | Brasil                                 |
| Sede                | Jaraguá                                |
| Administrador       | Tribunal de Justiça do Estado de Goiás |
| Jurisdição          |                                        |
| Municípios          | Jaraguá-sede e Pilar.                  |
| Tribunal de Recurso | Primeira instância                     |

| Uruaçu              | Uruaçu                                 |
| Organização         | Organização                            |
| ------------------- | -------------------------------------- |
| País                | Brasil                                 |
| Sede                | Uruaçu                                 |
| Administrador       | Tribunal de Justiça do Estado de Goiás |
| Jurisdição          |                                        |
| Municípios          | Uruaçu-sede e Porangatu                |
| Tribunal de Recurso | Primeira instância                     |

| Porangatu           | Porangatu                               |
| Organização         | Organização                             |
| ------------------- | --------------------------------------- |
| País                | Brasil                                  |
| Sede                | Porangatu                               |
| Administrador       | Tribunal de Justiça do Estado de Goiás  |
| Jurisdição          |                                         |
| Municípios          | Porangatu-sede, Mutunópolis e Bonópolis |
| Tribunal de Recurso | Primeira instância                      |

| Porangatu           | Porangatu                               |
| Organização         | Organização                             |
| ------------------- | --------------------------------------- |
| País                | Brasil                                  |
| Sede                | Porangatu                               |
| Administrador       | Tribunal de Justiça do Estado de Goiás  |
| Jurisdição          |                                         |
| Municípios          | Porangatu-sede, Mutunópolis e Bonópolis |
| Tribunal de Recurso | Primeira instância                      |